# Радиотелецентр РТРС в Республике Татарстан
Радиотелевизионный передающий центр Республики Татарстан (филиал РТРС «РТПЦ Республики Татарстан») — подразделение Российской телевизионной и радиовещательной сети (РТРС), основной оператор цифрового и аналогового эфирного теле- и радиовещания Республики Татарстан.

## История
Датой рождения радиотелецентра считается 5 октября 1929 года. Это начальная дата архивного дела о строительстве в Казани широковещательной радиостанции мощностью 10 кВт. В 1929 году был организован Казанский радиоцентр и Радиосовет при уполномоченном Народного комиссариата почт и телеграфов.
В январе 1932 года в Казани введена в эксплуатацию 10-киловаттная радиостанция серийного производства РВ-17.
С начала Великой Отечественной войны все объекты радиовещания и радиосвязи, радиостанции, аппаратные, радиобюро и приёмные станции Республики, в том числе эвакуированные из Центра, были объединены в единое предприятие — Казанский приёмо-передающий радиоцентр. Больше половины сотрудников радиокомитета были мобилизованы. Резко сократился объем музыкальных и развлекательных программ. Большую часть эфирного времени теперь занимали сообщения Совинформбюро. Если раньше вещание начиналось в половине седьмого утра, то теперь оперативные сведения передавали в половине шестого.
Приказом по Наркомату связи от 13 сентября 1941 года в Казани был сформирован приемно-передающий радиоцентр. В сложнейших условиях зимы, в необустроенном здании, в результате круглосуточной работы к январю 1942 года был смонтирован передатчик, налажена система энергопитания, антенное хозяйство. Радиопередатчик РВ-84 вышел в эфир в феврале 1942 года.
В состав радиоцентра в Казани входил широковещательный радиопередатчик РВ-17, введенный в эксплуатацию в 1932 году, приемная радиостанция, эвакуированная из Одессы станция правительственной связи ДРК-15 и коротковолновые передатчики особого назначения. Передачи радиоцентра принимались до 400 километров на длинных волнах и почти на всю Европу, в средневолновом диапазоне.
В 1955 году Казанский приёмо-передающий радиоцентр был переименовано в Татарский радиоцентр (с февраля 1967 года он снова стал называться Казанским радиоцентром). 
27 февраля 1955 года в Казани начались первые передачи Казанского любительского телецентра, совпавшие с Днём выборов в Советы депутатов трудящихся. Телецентр был создан на базе контрольно-испытательной телевизионной установки (КИТУ) завода «Радиоприбор», выпускавшего тогда телевизоры «Звезда». Оборудование размещалось в небольшой комнате бывшего радиоклуба, а турникетная антенна была установлена прямо на крыше здания. Во время первой телевизионной передачи в эфир передавался кинофильм «Большой вальс» с музыкой Иоганна Штрауса.
Начало телевизионного вещания в Казани отметила местная пресса — газета «Советская Татария» и центральная пресса — «Правда». Корреспондент газеты «Правда» 2 апреля 1955 года сообщал, что в Казани начал работать малый телевизионный центр и что его пробные передачи показали удовлетворительное качество изображения и звука.
Первое время малый телецентр передавал только кинофильмы и киножурналы. Потом начались студийные передачи.
1 августа 1959 года образован Казанский телецентр Министерства связи РСФСР. 12 октября 1959 года началась трансляция опытных телепередач Казанского телецентра с радиусом распространения 60-70 км. 12 октября 1959 года началось регулярное телевизионное вещание в Республике Татарстан. Первые «пробные» передачи выходили в эфир из одного из зданий Казанского государственного университета имени Ленина. 3 ноября 1959 года вещание началось из новой телестудии на улице Шамиля Усманова, дом 9.
В 1961 году в Казанском телецентре была задействована первая передвижная телевизионная станция (ПТС). В 1962 году Казанский телецентр получил возможность ретрансляции Первой программы Центрального телевидения (ЦТ) и выхода на ЦТ со своей программой. 
В 1963 году был создана Лениногорская радиотелевизионная передающая станция (РТПС).
В 1966 году был построен Тетюшский ТВ-ретранслятор. 
С 1 января 1968 года в Казани начались регулярные телепередачи одновременно двух программ: Первой программы ЦТ и программы местной Казанской студии. 
В 1968 году была построена мощная телевизионная передающая станция в г. Нижнекамске.
В 1969 году создано предприятие Республиканская радиотелевизионная передающая станция (РРТПС). В 1969 году по решению руководства государства произошло разделение аппаратно-студийного комплекса и передающего комплекса. Передающий комплекс был передан в распоряжение Министерства связи СССР, а аппаратно- студийный комплекс в распоряжение Министерства культуры.
В 1976 году был построен мощный телевизионный центр в Набережных Челнах.
В 1977 году в Казани началась трансляция Третьей программы ЦТ. Казань стала третьим городом после Москвы и Ленинграда, где появилось трёхпрограммное телевизионное вещание. В 1983 году Казанский радиоцентр был объединён с телецентром. Предприятие стало называться Республиканским радиотелевизионным передающим центром (РРТПЦ).
В 1986 году в Больших Полянках был построен Билярский радиотелецентр. 
В 1995 году на северо-востоке республики был построен мощный телевизионный центр — Шеморданский ТЦ. 
С июля 1992 года по февраль 2007 года радиотелевизионный передающий центр Республики Татарстан входил в структуру Минсвязи Республики Татарстан как одно из ведущих предприятий отрасли связи Республики Татарстан.
С 2000 по 2004 годы радиотелецентр создал сеть из 114 телевизионных станций для эфирной трансляции регионального телеканала «Татарстан Новый век».
В мае 2009 года радиотелецентр стал филиалом РТРС «РТПЦ Республики Татарстан». В 2011 году на встрече президента Республики Татарстан Рустама Минниханова и генерального директора РТРС Андрея Романченко с участием руководства радиотелецентра было принято решение о восстановлении систем коллективного приема телевидения (СКПТ) в многоквартирных жилых домах республики. Министерство информатизации и связи Республики Татарстан совместно с филиалом РТРС в Татарстане подготовило проект распоряжения республиканского кабинета министров о восстановлении СКПТ в старых многоквартирных домах и создании СКПТ в новых домах. В соответствии с этим распоряжением СКПТ реконструируются во всех городах республики.
1 марта 2012 года филиал РТРС начал в Казани цифровую эфирную телевизионную трансляцию в стандарте DVB-T2. Татарстан стал первым регионом России, в котором началось вещание в передовом стандарте. К началу Универсиады филиал РТРС начал трансляцию цифрового эфирного телевидения и в других крупных городах республики — Набережных челнах, Нижнекамске, Лениногорске, Шемордане, Чистополе и Бавлах. 25 июня 2013 года РТРС начал трансляцию второго мультиплекса в Казани. 
В 2017 году в Республике Татарстан дан старт региональному цифровому вещанию. В 2018 году филиал РТРС завершил перевод трансляции телеканалов первого мультиплекса на формат 16:9. 25 декабря 2018 года филиал РТРС «РТПЦ Республики Татарстан» торжественно ввёл в эксплуатацию 87 пунктов вещания второго мультиплекса. 20 цифровых эфирных телеканалов стали доступны для 99,37 % жителей республики.
В 2018 году на телебашне РТПС Казань была запущена архитектурно-художественная подсветка, а в 2024 году заменена на новую.

## Организация вещания
Организация вещания
РТРС транслирует на 87 объектах в Республике Татарстан:
- 20 телеканалов и три радиоканала в цифровом формате;

- 3 радиоканала в аналоговом формате.

Инфраструктура эфирного телерадиовещания филиала РТРС в Республике Татарстан включает:
- республиканский радиотелецентр;
- семь производственных подразделений;
- центр формирования мультиплексов;
- 205 передающих станций;
- 101 антенно-мачтовых сооружения;

- 2 передающие земные станции спутниковой связи;

- 88 спутниковых станций VSAT
- 263 приемных земных спутниковых станций[16].

## Награды
По итогам работы в 2011, 2014, 2018 и 2021 годах филиал РТРС «РТПЦ Республики Татарстан» был признан победителем в ежегодном корпоративном конкурсе.

## Музей телерадиовещания
В 2021 году на базе филиала РТРС «РТПЦ Республики Татарстан» открыт Музей телерадиовещания – один из современных музеев по своему направлению, созданных к 20-летию РТРС. Коллекцию музея составляют экспонаты по истории радиосвязи и радиовещания, телевидения, космической связи. В состав музейных фондов входит бесценная коллекция передающей и приемной радиотелевизионной аппаратуры, которая эксплуатировалась в 20-м и начале 21 века.